# 蒂莫克河

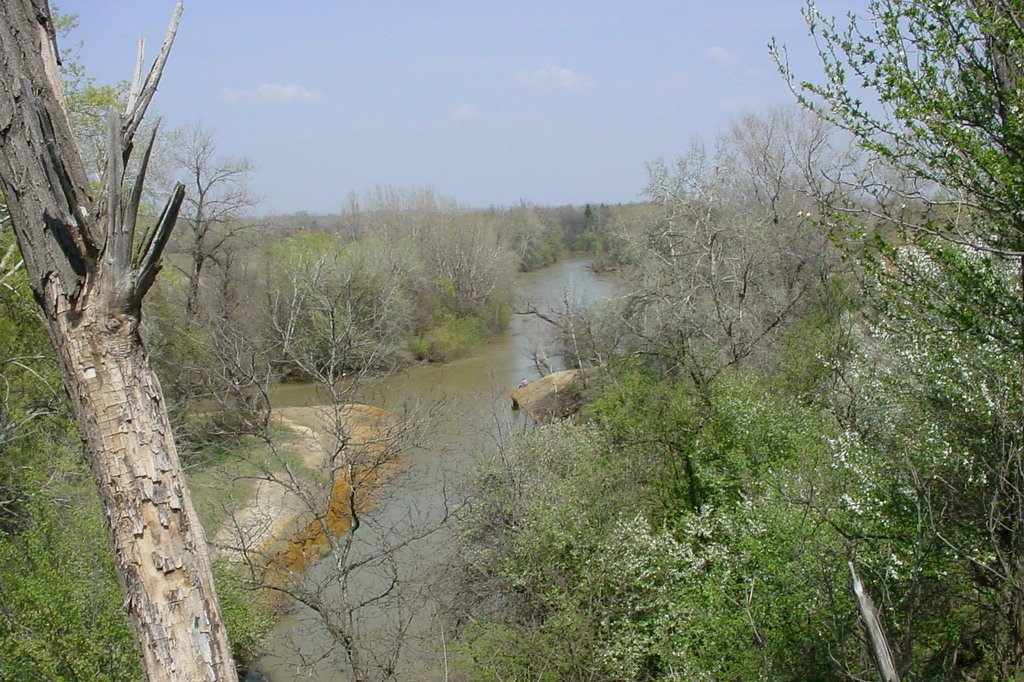

蒂莫克河（保加利亚语、塞尔维亚语：Тимок）是歐洲東南部的河流，流經塞爾維亞東部和保加利亞西部，屬於多瑙河的支流，河道全長203公里，集水區面積4,630平方公里。